# 2009-es angol labdarúgókupa-döntő
A 2009-es angol labdarúgókupa-döntő volt a 128. döntő a világ legrégebbi labdarúgó-versenyének, az FA-kupának a történetében. A mérkőzést a Wembley Stadionban Londonban rendezték 2009. május 30-án. Ez volt a harmadik döntő, amit az új Wembley-ben tartottak. A két részvevő a Chelsea, akik Arsenalt győzték le 2–1-re az elődöntőben, és az Everton volt, akik a Manchester Unitedet győzték le az elődöntőben 4–2-re büntetőkkel 0–0-s rendes játékidő és hosszabbítás után.
A döntő első gólját Louis Saha szerezte 25 másodperc után, ezzel új rekordot állított fel a kupa döntőinek történetében. Az egyenlítő gólt Didier Drogba lőtte be a 21. percben, majd a győztes találatot Frank Lampard szerezte a 72. percben. Így a kupa a Chelsea-é lett, ez volt a csapat ötödik FA-kupa címe.

## Háttér
A Chelsea négyszeres FA-kupa győztesként várhatta a mérkőzést; korábban 1970-ben, 1997-ben, 2000-ben és 2007-ben nyerték meg a kupát, míg az Everton ötször nyerte meg a kupát korábban: 1906-ban, 1933-ban, 1966-ban, 1984-ben és 1995-ben. Mindkét csapat az utolsó FA-kupáját a Manchester Unitedet legyőzve szerezte meg; az Everton 1995-ben, a Chelsea 2007-ben.
A két csapat 0–0-t játszott egymással mindkét alkalommal a bajnokságban ebben a szezonban, a Goodison Parkban decemberben és a Stamford Bridge-en áprilisban is. A 2009-es döntő előtt a két csapat még sosem találkozott egymással az FA-kupa döntőiben; a kupában legutóbb a 2005–06-os kiírás negyedik körében játszottak egymással, mikor a Chelsea 4–1-re nyerte a visszavágót a Stamford Bridge-en, miután 1–1-et játszottak a Goodison Parkban. A két csapat közti 154 mérkőzésen (összes kiírás), a Chelsea 60 győzelmet, az Everton 48-at könyvelhet el, 46 mérkőzés pedig döntetlenre végződött. A 2009-es döntő előtt az Evertonnak 22 mérkőzéses nyeretlenségi sorozata volt a Chelsea ellen; utoljára 2000 novemberében tudtak győzni a Chelsea felett, mikor 2–1-re végződött a mérkőzésük a Goodison Parkban.

## Előkészületek

### Jegyek
Az Evertonnak és a Chelsea-nek csapatonként 25 109 jegyet osztottak ki a döntőre. Az Everton elégedetlen volt ezzel a mennyiséggel, mivel a Manchester United elleni elődöntőjükre több, mint 32 000 jegyet adtak el. A döntő volt az Everton első FA-kupa döntője 14 év óta, a csapat vezérigazgatója, Robert Elstone jelezte, hogy a klubnak több jegyre lett volna szüksége. „Szurkolóink között akár 70 000 jegyet is értékesíteni tudnánk” -mondta Elstone. A Chelsea is bejelentette, hogy a jegyeik mennyisége azt jelenti, valószínűtlen, hogy elegendő lenne a bérletes szurkolóiknak.
A Club Wembley bérleteseinek garantált helyük volt a mérkőzésen. Miután kiosztották a jegyeket, a megmaradt jegyek 70%-át azok közt a csapatok közt osztották szét, akik a 2008–09-es kiírásban részt vettek. Az így maradt 30%-ot pedig a "futballcsalád" tagjainak adták.

### Mezek
Mivel mindkét csapat első számú meze kék, pénzfeldobással döntötték el, melyikük viselheti az első számú szerelését a mérkőzésen. Az Everton nyerte a pénzfeldobást, így ők választhatták a hagyományos kék szerelésüket. Ez azt jelentette, hogy a Chelsea a harmadik számú, sárga mezét viseli a mérkőzésen.

### Labda
A mérkőzés hivatalos labdája az Umbro Dynamis volt. A Dynamis 20 paneles tervezésű, ellentétben a hagyományosabb 32 paneles dizájnnal, ami állítólag a labdát gyorsabbá teszi. A labda felületét mikroszálas anyagból készítették. A Dynamis-t a 2008-as döntőben is használták már, de a 2009-es változata arany színezést kapott.

### Nyitóünnepség
Az FA-kupa-döntők hagyományos dalát, az Abide With Me-t a London Community Gospel Choir adta elő. A trófeát ezután hozták ki a pályára, majd megérkeztek a csapatok is. A döntő fő vendége Kofi Annan volt, akit a két csapat kivonulása után mutattak be az edzőknek, a játékosoknak és a mérkőzés játékvezetőinek. A bemutatkozásokat követte a nemzeti himnusz, a God Save the Queen eléneklése, amit a 2008-as Britain’s Got Talent döntőse, a 13 éves Faryl Smith énekelt. Ezzel ő lett a legfiatalabb, aki az FA-kupa-döntőkben előadta a himnuszt.

## Mérkőzés

### Összesítés

#### Első félidő
Louis Saha csupán 25 másodperccel a kezdés előtt megszerezte a vezetést az Evertonnak, ez az FA-kupa-döntők történetének leggyorsabb gólja. A korábbi leggyorsabb gól az Aston Villa játékosa, Bob Chatt nevéhez fűződik, aki 30 perc után talált be a kapuba az 1895-ös döntőben. Tony Hibbert sárga lapot kapott, amiért elgáncsolta Florent Maloudát a 8. percben. Didier Drogba egyenlített a Chelsea-nek a 21. percben egy fejesgóllal, a gólpasszt Malouda adta.

#### Második félidő
Tony Hibbertet Lars Jacobsen váltotta a pályán az Evertonban a második félidő kezdetén, majd két perccel a kezdés után a csapatkapitány, Phil Neville sárga lapot kapott. A Chelsea-ben Michael Essien is távozott a pályáról, a cseréje Michael Ballack volt a 61. percben, két perccel később pedig John Obi Mikel kapott sárga lapot. Frank Lampard a 72. percben megszerezte a győztes gólt a Chelsea-nek egy bal lábas lövéssel. Öt perccel később Malouda lövése a felső kapufáról a gólvonal mögé pattant, majd ki a kapuból, de a gólt nem adták meg. Az Evertonban Saha-t cserélték le James Vaughan-re a 75. percben. Dan Gosling volt az Everton utolsó cseréje a 81. percben, aki Leon Osman helyett lépett pályára. A második félidő hosszabbításának negyedik percében Leighton Baines, az Everton játékosa kapott sárga lapot.

### Részletek
| 2009. május 30. 15:00 BST | Chelsea                                      | 2 – 1       | Everton                                     | Wembley Stadion, London Nézőszám: 89 391 Játékvezető: Howard Webb (South Yorkshire) |
| 2009. május 30. 15:00 BST | Drogba 21' Lampard 72' Mikel 63' Lampard 84' | Jegyzőkönyv | Saha 1' Hibbert 8' Neville 48' Baines 90+4' | Wembley Stadion, London Nézőszám: 89 391 Játékvezető: Howard Webb (South Yorkshire) |

| Chelsea | Everton |

| CHELSEA:     |    |                    |     |     |
|              |    |                    |     |     |
| GK           | 1  | Petr Čech          |     |     |
| RB           | 17 | José Bosingwa      |     |     |
| CB           | 33 | Alex               |     |     |
| CB           | 26 | John Terry (csk)   |     |     |
| LB           | 3  | Ashley Cole        |     |     |
| DM           | 12 | John Obi Mikel     | 63' |     |
| CM           | 5  | Michael Essien     |     | 61' |
| CM           | 8  | Frank Lampard      | 84' |     |
| RW           | 39 | Nicolas Anelka     |     |     |
| LW           | 15 | Florent Malouda    |     |     |
| CF           | 11 | Didier Drogba      |     |     |
| Cserék:      |    |                    |     |     |
| GK           | 40 | Hilário            |     |     |
| DF           | 2  | Branislav Ivanović |     |     |
| DF           | 35 | Juliano Belletti   |     |     |
| DF           | 42 | Michael Mancienne  |     |     |
| MF           | 13 | Michael Ballack    |     | 61' |
| FW           | 9  | Franco Di Santo    |     |     |
| FW           | 21 | Salomon Kalou      |     |     |
| Edző:        |    |                    |     |     |
| Guus Hiddink |    |                    |     |     |

| EVERTON:    |    |                    |       |     |
|             |    |                    |       |     |
| GK          | 24 | Tim Howard         |       |     |
| RB          | 2  | Tony Hibbert       | 8'    | 46' |
| CB          | 4  | Joseph Yobo        |       |     |
| CB          | 5  | Joleon Lescott     |       |     |
| LB          | 3  | Leighton Baines    | 90+4' |     |
| RM          | 21 | Leon Osman         |       | 82' |
| CM          | 18 | Phil Neville (csk) | 47'   |     |
| LM          | 20 | Steven Pienaar     |       |     |
| AM          | 17 | Tim Cahill         |       |     |
| CF          | 25 | Marouane Fellaini  |       |     |
| CF          | 9  | Louis Saha         |       | 75' |
| Cserék:     |    |                    |       |     |
| GK          | 1  | Carlo Nash         |       |     |
| DF          | 15 | Lars Jacobsen      |       | 46' |
| MF          | 8  | Segundo Castillo   |       |     |
| MF          | 26 | Jack Rodwell       |       |     |
| MF          | 32 | Dan Gosling        |       | 82' |
| FW          | 14 | James Vaughan      |       | 75' |
| FW          | 37 | Jose Baxter        |       |     |
| Edző:       |    |                    |       |     |
| David Moyes |    |                    |       |     |

| JÁTÉKVEZETŐK - Asszisztensek: - Mike Mullarkey (Devon) - David Richardson (West Yorkshire) - Negyedik játékvezető: Martin Atkinson (West Yorkshire) | SZABÁLYOK - 90 perc. - 30 perc hosszabbítás, ha szükséges. - Büntetőpárbaj, ha az állás a hosszabbítás után is döntetlen. - Hét nevezett cserejátékos. - Legfeljebb három cserelehetőség. |

## Út a döntőbe
| Chelsea                                  | Chelsea                                         | Kör          | Everton                                                     | Everton                                    |
| ---------------------------------------- | ----------------------------------------------- | ------------ | ----------------------------------------------------------- | ------------------------------------------ |
| Southend United [L1] H 1–1               | Kalou 31'                                       | Harmadik kör | Macclesfield Town [L2] A 1–0                                | Osman 43'                                  |
| Southend United [L1] A 4–1               | Ballack 45', Kalou 60', Anelka 78', Lampard 90' | Visszavágó   | Macclesfield Town [L2] A 1–0                                | Osman 43'                                  |
| Ipswich Town [C] H 3–1                   | Ballack 16', 59', Lampard 85'                   | Negyedik kör | Liverpool [PL] A 1–1                                        | Lescott 27'                                |
| Ipswich Town [C] H 3–1                   | Ballack 16', 59', Lampard 85'                   | Visszavágó   | Liverpool [PL] H 1–0                                        | Gosling 118'                               |
| Watford [C] A 3–1                        | Anelka 75', 77', 90'                            | Ötödik kör   | Aston Villa [PL] H 3–1                                      | Rodwell 4', Arteta 24' (11-es), Cahill 76' |
| Coventry City [C] A 2–0                  | Drogba 15', Alex 72'                            | Hatodik kör  | Middlesbrough [PL] H 2–1                                    | Fellaini 50', Saha 56'                     |
| Arsenal [PL] Wembley Stadion, London 2–1 | Malouda 33', Drogba 84'                         | Elődöntő     | Manchester United [PL] Wembley Stadion, London 0–0 (4–2 bp) |                                            |

- Mindkét csapat a harmadik körben csatlakozott a versenybe.
- Szögletes zárójelben az ellenfél osztálya szerepel
  - [PL] = Premier League
  - [C] = Championship
  - [L1] = League One
  - [L2] = League Two